# 及川中
及川 中（おいかわ あたる、1957年9月5日 - ）は、日本の映画監督、脚本家。

## 人物
マガジンハウスの編集者として勤務する傍ら脚本を執筆し、オリジナルシナリオ『DOOR』（監督：高橋伴明）にて脚本家デビュー。その後、マガジンハウスを退職し映画監督となる。

## 作品

### 映画
- 『危ない話』 第二話「奴らは今夜もやってきた」(1989年)
- 『オクトパスアーミー シブヤで会いたい』(1990) 監督デビュー作（兼脚本）
- 『日本製少年』(1995) 監督/脚本
- 『富江』(1999) 監督/脚本
- 『サムライガール21』(2001) 監督
- 『多摩川少女戦争』(2002) 監督/脚本
- 『ラヴァーズ・キス』(2002) 監督/脚本
- 『キューティーガール 美少女ボウラー危機一発』(2003) 監督
- 『ファイト★ガールズ』(2003) 監督
- 『うめく排水管』(2004) 監督/脚本/編集
- 『東京伝説 蠢く街の狂気』(2004) 監督/脚本
- 『アインシュタインガール』(2005) 監督/脚本
- 『富江 BEGINNING』(2005) 監督/脚本
- 『富江 REVENGE』(2005) 監督/脚本
- 『メノット』(2005) 監督/脚本
- 『吉祥天女』(2007) 監督/脚本
- 『1303号室 』(2007) 監督/脚本
- 『ひぐらしのなく頃に』(2007) 監督/脚本
- 『ひぐらしのなく頃に 誓』(2009) 監督/脚本/原作
- 『少女戦争』(2010) 監督/脚本

### TV
- 『いちばん暗いのは夜明け前』(2005) 監督/脚本

### WEB映画
- 『来訪者』(2003) 監督/脚本
- 『NO NAME』(2003) 監督/脚本
- 『スタジアムで会いましょう』(2004)監督/脚本